# Agrostis comorensis
Agrostis comorensis é uma espécie de gramínea do gênero Agrostis, pertencente à família Poaceae.